# Новые Русешты
Новые Русешты (рум. Ruseştii Noi, Русештий Ной) — село в Яловенском районе Молдавии. Является административным центром коммуны Новые Русешты, включающей также село Старые Русешты.

## География
Село расположено на высоте 97 метров над уровнем моря. 
У села протекает река Ботна.

## Население
По данным переписи населения 2004 года, в селе Русештий Ной проживает 5039 человек (2519 мужчин, 2520 женщин).
Этнический состав села:
| Национальность | Число жителей | Процентный состав |
| -------------- | ------------- | ----------------- |
| молдаване      | 4992          | 99.07             |
| румыны         | 29            | 0.58              |
| русские        | 8             | 0.16              |
| украинцы       | 7             | 0.14              |
| болгары        | 1             | 0.02              |
| прочие         | 2             | 0.04              |
| Всего          | 5039          | 100%              |